# Elmer Dyer
Elmer Dyer, ASC (n. 24 august 1892, Lawrence⁠(d), Kansas, SUA – d. 8 februarie 1970, Hollywood, California, SUA) a fost un om de cinema american, primul cameraman de film specializat în fotografii aeriene.

## Viață și carieră
Dyer s-a născut în Lawrence, Kansas și a murit la Hollywood. În timpul celui de-al Doilea Război Mondial Dyer a fost repartizat la serviciul cinematografic al armatei. A fost nominalizat la Premiul Oscar pentru cea mai bună imagine alb-negru în filmul Air Force (1943).

## Legături externe
- Elmer Dyer la Find a Grave